# Kurt Singer (Ökonom)
Kurt Singer (geboren 18. Mai 1886 in Magdeburg; gestorben 10. Februar 1962 in Athen) war ein deutscher Philosoph und Wirtschaftswissenschaftler.
Aufgrund seiner Gastprofessur in Tokio und dem späteren Rückkehrverbot nach Deutschland verbrachte Singer mehrere Jahre im kaiserlichen Japan. Dort stellte er umfassende Beobachtungen zum japanischen Wesen an, welche er in seinem wohl wichtigsten Werk, der Studie Spiegel, Schwert und Edelstein, verarbeitete.

## Leben

### Werdegang bis 1931
Als Sohn eines deutsch-jüdischen Vaters und einer englischen Mutter kam Kurt Singer am 18. Mai 1886 in Magdeburg zur Welt. Nach der Schulzeit, die er in Hamburg verbrachte, studierte er von 1904 bis 1910 an den Universitäten Berlin, Freiburg, Genf und Straßburg eine Fülle an Fächern: Philosophie, Soziologie, Literatur, Kunstgeschichte und Nationalökonomie. Obwohl er sich beruflich für letzteres entschied, sollte Singer, den der Historiker Richard Storry später als „Ökonom mit der Seele eines Poeten“ bezeichnete, die Neigung zur Dichtung und den Geisteswissenschaften niemals verlieren.
Ab 1912 war Singer in Hamburg tätig. Auf Empfehlung von Georg Friedrich Knapp, bei dem Singer mit einer Dissertation über die indische Geldreform promovierte. wurde er Privatsekretär Friedrich Bendixens, des Direktors der Hamburger Hypothekenbank. Danach betätigte er sich als Wirtschaftspublizist, veröffentlichte unter anderem Beiträge im Hamburger Correspondeten und im, von Max Warburg mitbegründeten Wirtschaftsdienst, bei dem Singer auch mehrere Jahre als Hauptschriftleiter tätig war. Parallel dazu widmete er sich der akademischen Lehre und habilitierte sich 1920, ein Jahr nach ihrer Eröffnung, an der Universität Hamburg.
Im Jahre 1924 erhielt Singer den Titel eines nichtbeamteten, außerordentlichen Professors.
Bezeichnend für seine Vielseitigkeit und geistige Regsamkeit ist Singers Buch Platon der Gründer, eine Neuinterpretation Platons im Geiste Stefan Georges, an dem er während seiner Volkswirtschafts-Professur arbeitete und das 1927 in München erschien.

### Aufenthalt und Lehrtätigkeit in Japan
1931 nahm Singer eine Einladung an, für vier Jahre an der Kaiserlichen Universität Tokio zu unterrichten. Daraufhin verließ er im Frühjahr desselben Jahres Hamburg und sollte, abgesehen von einem kurzen Aufenthalt nach dem Zweiten Weltkrieg, nie wieder die deutsche Heimat betreten.
Nach einmonatiger Schifffahrt traf er in Tokio ein. Die Anfänge gestalteten sich für Singer jedoch mühsamer als erwartet, von der neuen Lebensumwelt fühlte er sich tief befremdet. Statt des traditionellen Japan, von dem Singer seit seinen Jugendtagen fasziniert war, traf er auf ein scheinbar verwestlichtes und fortschrittsgetriebenes Land mit verlorenen Bräuchen. Bis der lebendige Zusammenhang mit Vorzeit und Geschichte fühlbar und die reinen Linien des japanischen Lebensstils sichtbar wurden, so schrieb Singer im Rückblick, bedurfte es mehrere Monate des Suchens, Fragens und Wanderns. Überdies befand sich das Japan der frühen dreißiger Jahre in einer unruhigen und gespannten politischen Lage, in der sich, ähnlich wie im eigenen Land, Militarismus, Terror und blinder Patriotismus nahezu ungehindert ausbreiteten. Die expansionistischen Bestrebungen von Singers Gastgeberland mündeten 1931 in den Mukden-Zwischenfall und die Besetzung der Mandschurei durch japanische Truppen, ehe sie im Zweiten Sino-Japanischen Krieg bzw. dem Zweiten Weltkrieg ihren Höhepunkt fanden.
Als Jude verlor Singer nach der nationalsozialistischen Machtübernahme von 1933 in Abwesenheit seine Lehrbefugnis an der Hamburger Universität. Gleichwohl hegte er in dieser Zeit große Sympathie für die Rechtsdiktaturen der 1930er Jahre, wie Karl Löwith 1940 berichtete:
"Politisch war er Faschist; er hasste alle demokratischen Institutionen und verteidigte auch die japanische Invasion in China als eine weltgeschichtliche Sendung. Als Hitler, dessen Machtübernahme er nur aus der Ferne in Japan erlebt hatte, Österreich und das Sudetenland annektierte, sprach er zu mir mit strahlenden Augen und in der Haltung einer komisch wirkenden Strammheit vom werdenden 'Reich', zu dem nun bloß die Ukraine noch fehle und von 'unserer deutschen Armee!'"
Singer machte Japan während und nach seinem Asien-Aufenthalt zum Gegenstand seiner Betrachtung: er arbeitete an seiner umfassenden Studie Spiegel, Schwert und Edelstein und veröffentlichte 1939 die Anthologie The Life of Ancient Japan, einen Quellenband, der parallel zu dieser Arbeit entstand.
Nach einigen Jahren der Lehrtätigkeit begann sich die nationalsozialistische Politik der Judenverfolgung in Deutschland auch auf das verbündete Japan auszuwirken: Singer, dem die Rückkehr nach Deutschland nun aus rassenpolitischen Gründen verwehrt wurde, musste sich damit zurechtfinden, dass die Kaiserliche Universität seine weitere Mitarbeit unterband. Er blieb nur noch bis zum Auslaufen seines Vertrages im Frühjahr 1935 im Amt. Erst im folgenden Jahr – Singer bereiste unterdessen für einige Monate China – fand er wieder eine Anstellung, und zwar als Deutschlehrer an einem Gymnasium in Sendai. Der Sprachunterricht bot, zu seinem Bedauern, jedoch nur beschränkte Möglichkeiten, seine hohe akademische Qualifikation zur Geltung zu bringen.

Spiegel, Schwert und Edelstein sollte erst über 20 Jahre nach dem Tode Singers in deutscher Sprache erscheinen. Umschlag der ersten dt. Auflage.

Unter dem Vorwand mangelnder pädagogischer Eignung verlor Singer Ende der dreißiger Jahre auch diese Anstellung und war schließlich gezwungen, Japan nach über achtjährigem Aufenthalt zu verlassen.

### Exil und Rückkehr nach Europa
1939 emigrierte Kurt Singer nach Australien, wo er zunächst – der Zweite Weltkrieg war gerade ausgebrochen – als feindlicher Ausländer für zwei Jahre interniert wurde. Nachdem man ihn als jüdischen Emigranten anerkannt hatte, erhielt er ein Forschungsstipendium und schrieb die Streit-Studie The Idea of Conflict, welche 1949 in Melbourne erschien. Im Alter von sechzig Jahren stieg er noch einmal in das akademische Leben ein und nahm eine Dozentenstelle an der Universität New South Wales in Sydney wahr, bis er aus Altersgründen aus der Universitätstätigkeit ausschied.
Im Herbst 1957 verließ Singer Australien und kehrte nach über fünfundzwanzigjähriger Abwesenheit nach Europa zurück. In Deutschland, wo der ehelos gebliebene Mann bis auf seine jüngere Schwester keine nahen Angehörigen hatte, hielt er sich jedoch nicht lange auf. Vom Hamburger Senat erwirkte er seine Emeritierung und ließ sich, nach Zwischenaufenthalten in der Schweiz und Italien, in Griechenland nieder. Er bereiste das Land und gab sich verschiedenen Studien hin, bis er am 10. Februar 1962 in Athen, seinem letzten Wohnsitz, verstarb.

## Spiegel, Schwert und Edelstein
Singers Spiegel, Schwert und Edelstein, das nach den japanischen Throninsignien benannt wurde, nimmt eine besondere Stellung in seinem Gesamtwerk ein. Der vielseitig gebildete Denker schreibt darin, aus psychologischer, soziologischer und kulturgeschichtlicher Sicht, über die japanische Eigenart.
Die Studie beruht auf Beobachtungen, die Singer während seines mehrjährigen Aufenthaltes in Japan und seiner China-Reise im Jahr 1935 machte. Ursprünglich auf Deutsch konzipiert, sollte Singer es später im australischen Exil in englischer Sprache niederschreiben bzw. beendigen. In Australien arbeitete er auch gegen Kriegsende an wesentlichen Teilen des Buches, das nunmehr den Titel Mirror, Sword and Jewel trug.
Unmittelbar nach dem Zweiten Weltkrieg richtete sich Singer mit dem Manuskript an verschiedene europäische und amerikanische Verlage, die eine Veröffentlichung jedoch aufgrund von Papiermangel oder der inzwischen veränderten Sicht Japans ablehnten. Erst 1973, Jahre nach Singers Tod, erschien das Buch in London. Die deutsche Übersetzung, welche erstmals 1991 im Suhrkamp Verlag herauskam, stützt sich auf den vollständigen englischsprachigen Text, den Singer in Sydney abschloss, bezieht aber vereinzelt auch Teilentwürfe und Bruchstücke des verschollenen deutschen Manuskripts mit ein, die erhalten geblieben sind.

## Werke
- Das Geld als Zeichen, Jena 1920.
- Staat und Wirtschaft seit dem Waffenstillstand, Jena 1924.
- Platon der Gründer, München 1927.
- The Life of Ancient Japan, Tokio 1939 (nicht in dt. Sprache erschienen).
- The Idea of Conflict, Melbourne 1949 (nicht in dt. Sprache erschienen).
- Spiegel, Schwert und Edelstein. Strukturen des japanischen Lebens, Frankfurt a. M. 1991.